# Хлорид-иодид ртути(II)
Хлорид-иодид ртути(II) — неорганическое соединение,
смешанная соль ртути, хлористоводородной и иодистоводородной кислот
с формулой HgICl,
красные кристаллы,
не растворяется в воде.

## Получение
- В смеси растворов хлорида и иодида ртути(II) равновесие сильно смещено в сторону смешанной соли [1]:

{\displaystyle {\mathsf {HgI_{2}+HgCl_{2}\ \rightleftarrows 2HgICl}}}

## Физические свойства
Хлорид-иодид ртути(II) образует красные кристаллы.
Растворяется в этаноле.